# Formuła Renault 2.0

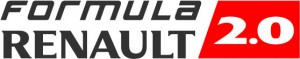
Logo Formuły Renault 2.0

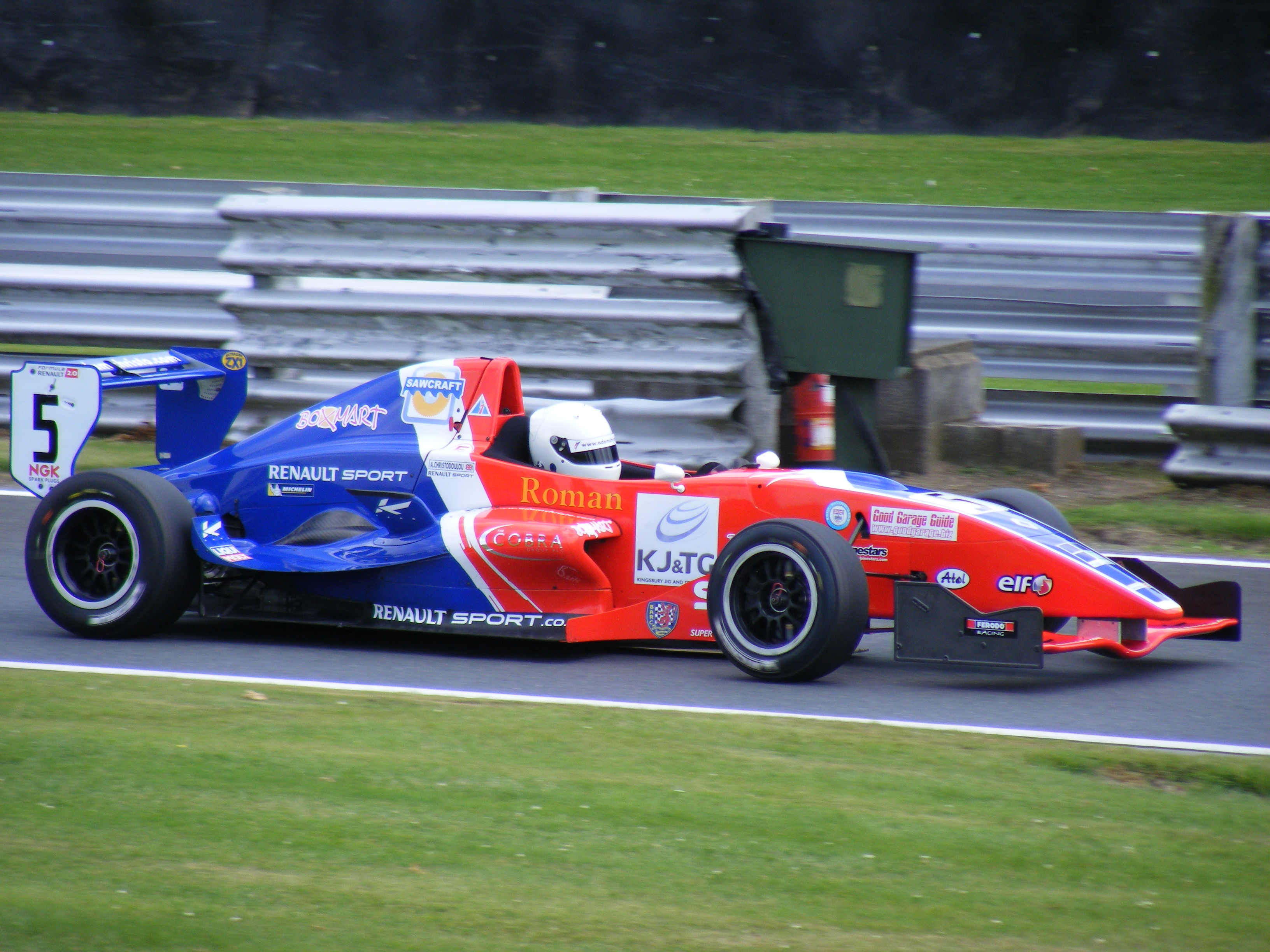
Samochód Brytyjskiej Formuły Renault

Formuła Renault 2.0 – klasa wyścigów samochodowych. We współczesnej formie od 1968, założona przez FFSA jako Francuska Formuła. Składa się z kilku serii krajowych i międzynarodowych.

## Historia

### Formuła Francuska
W 1968 przy wsparciu FFSA powstała seria Francuskiej Formuły. Silnik o pojemności 1.3 litra i skrzynia biegów pochodziły z Renault 8. Miał 6.5"x13 calowe opony Michelina i ważył 420 kg.
Pierwszy wyścig odbył się 31 marca 1968 w Albi (Francja). Podwozia pochodziły z Martini, Grac, Elina, Gerca lub GS. W pierwszym sezonie wystartowały zespoły Vaillante, Jefa, Fournier, Marcadier, Pygmée i Alpine. Kierowcami zostali Larousse, Cadin, Dubos i Beltoise. Sezon składał się z 17 wyścigów w Albi, Nogaro, Pau, Montlhéry, Magny-Cours, Dijon-Prenois, La Châtre, Rouen i Reims.
W 1970 roku doszły zespoły Tecno i AGS wraz z nowymi kierowcami: Serpaggi, Cudini i Leclére.

### Formuła Renault 2.0
W 1971 Renault utworzyło własną serie, w której po 22 wyścigach mistrzem był Michel Leclére. Nadal jeżdżono na oponach Michelin, jednak Dunlop próbował jako dostawca i nawet zwyciężył z Alainem Cudinim (w Martini), ale w połowie sezonu się wycofał.
Klasyfikacja: 1. Michel Leclére 234, 2. Alain Serpaggi 204, 3. Jannick Auxéméry 188, 4. Alain Cudini 171, 5. Jacques Lafitte 155 pkt
W 1972 równolegle z Formułą Renault odbyły się cztery zawody Challenge Européen w Jaramie (Hiszpania), Jyllandsringen (Dania), Hockenheim (Niemcy) i Paul Ricard (Francja). Silnik Renault 8 został zastąpiony Renault 12 o pojemności 1.6 litra.
Klasyfikacja Eurocup: 1. Alain Cudini 48, 2. Jacques Laffite 39, 3. Jacques Coche 35 pkt
Klasyfikacja Renault: 1. Jacques Laffite 294, 2. Alain Cudini 276, 3. Jacques Coche 177 pkt
W 1973 w Challenge Européen jeździli Patrick Tambay i René Arnoux, a rok później Didier Pironi i Dany Snobeck.
W 1989 pojemność silnika liczyła 1721cc, a w 1995 2000 cc V8.

## Samochód
- silnik: Renault R4 F4R 832
- pojemność: 1998 cc
- 4 cylindry, 16 zaworów

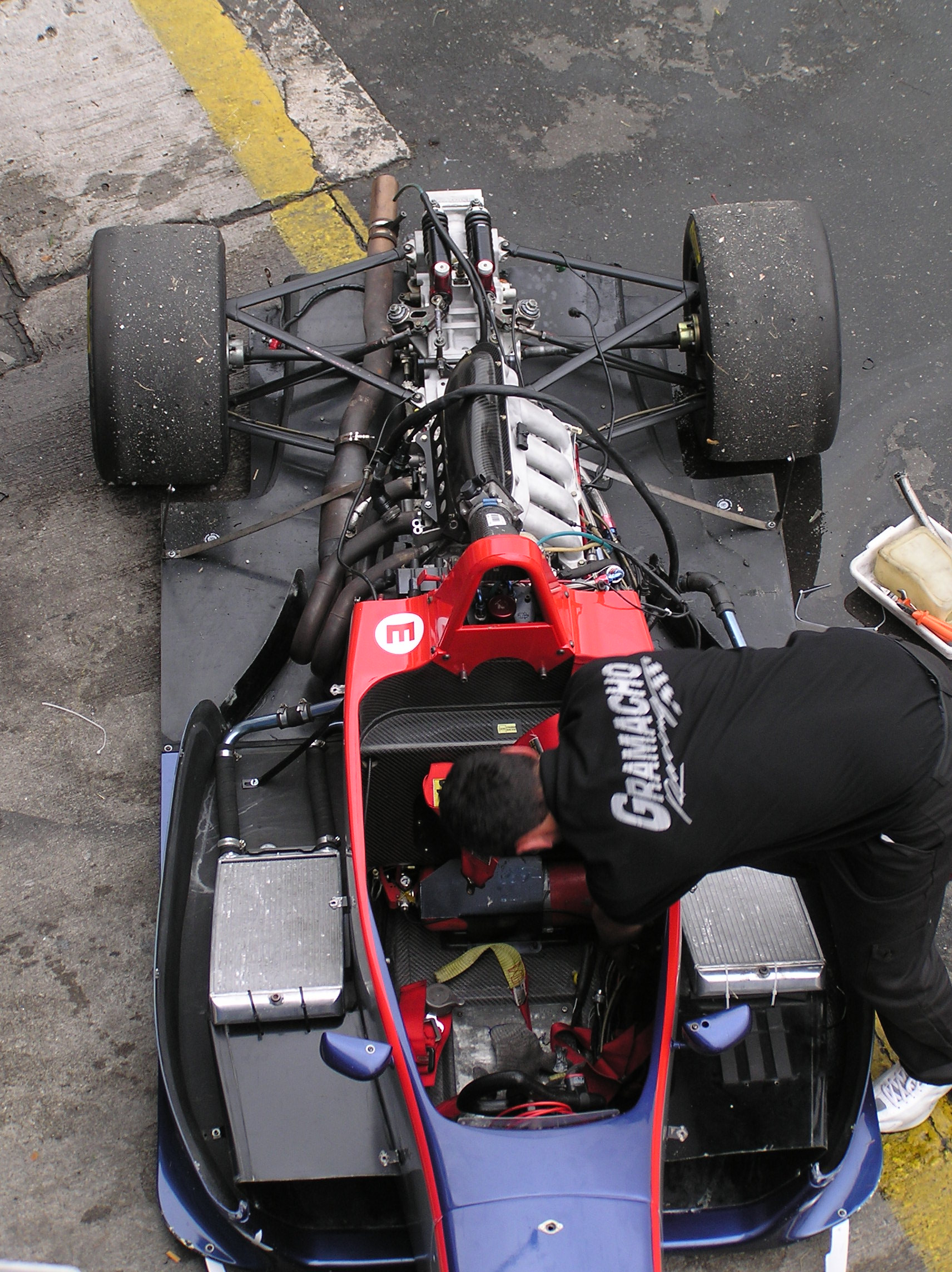
Samochód z Formuły Renault

- podwozie: Tatuus (Eurocup i Azja) lub Dallara (World Series) Monocoque włókna węglowego
- maksymalna moc: 210 Bhp at 7000 rpm
- rozstaw osi: 2730 mm
- przedni rozstaw: 1502 mm
- tylny rozstaw: 1440 mm
- waga: 520 kg
- paliwo: 50 litrów
- sekwencyjna skrzynia biegów, siedem biegów i wsteczny
- Koła: 9 × 13 (przód) i 10,5 × 13 (tył)
- Opony: Michelin, Kumho (Azja), Pirelli (Brazylia) 20 × 54 x 13 (przód) i 24 × 57 x 13 (tył)

## Wyścigi
Może wystartować maksymalnie 36 zawodników. Sesja treningowa trwa 1 godzinę (2 razy po 30 minut). Kwalifikacje złożone są z dwóch sesji po 20 minut, w których każdy kierowca może maksymalnie przejechać 8 okrążeń. Pierwszy wyścig nie może trwać więcej niż 20 minut, w którym kierowcy pokonują 60 km. Drugi wyścig trwa maksymalnie 30 minut, zawodnicy mają do przejechania 80 km.

## Serie
| Kontynent | Kraj                                   | Serie Formuły Renault 2.0                      | Działalność          | Opony    | Dodatkowe informacje |
| --------- | -------------------------------------- | ---------------------------------------------- | -------------------- | -------- | --- |
| Europa    | Europa                                 | Europejski Puchar Formuły Renault 2.0          | od 1991              | Michelin | Dawne nazwy: Rencontres Internationales de Formule Renault, Formula Renault Eurocup, Formula Renault 2000 Eurocup, Formula Renault 2000 Masters |
| Europa    | Europa                                 | Północnoeuropejski Puchar Formuły Renault 2.0  | od 2006              | Michelin | Powstała z połączenia Niemieckiej i Holenderskiej Formuły Renault 2.0 |
| Europa    | Europa                                 | Alpejska Formuła Renault 2.0                   | od 2011              | Michelin | Powstała z połączenia Środkowoeuropejskiej i Włoskiej Formuły Renault 2.0 |
| Europa    | Wielka Brytania                        | Formuła Renault Protyre                        | Od 1995              | Michelin | Dawniej: Formula Renault BARC |
| Europa    | Włochy                                 | Włoska Formuła Renault 2.0 Challenge           | 2011–2012            | Michelin | Seria korzystała z samochodów Włoskiej Formuły Renault 2.0 z lat 2000–2009 |
| Europa    | Wielka Brytania                        | Brytyjska Formuła Renault                      | 1989-2011            | Michelin | Dawniej: Formula Renault Sport UK |
| Europa    | Włochy                                 | Włoska Formuła Renault                         | 2000–2010            | Michelin | Zastąpiona przez Alpejską Formułą Renault 2.0 |
| Europa    | Szwajcaria                             | Środkowoeuropejska Formuła Renault 2.0         | 2002−2010            | Michelin | dawniej: Renault Speed Trophy F2000, Szwajcarska Formuła Renault 2.0 Zastąpiona przez Alpejską Formułą Renault 2.0 |
| Europa    | Finlandia                              | Fińska Formuła Renault 2.0                     | 2008–2010            | Michelin | |
| Europa    | Szwecja                                | Szwedzka Formuła Renault 2.0                   | 2009–2010            | Michelin | |
| Europa    | Francja · Belgia                       | Zachodnioeuropejski Puchar Formuły Renault 2.0 | 2008–2009            | Michelin | W skrócie: Formuła Renault 2.0 WEC |
| Europa    | Portugalia                             | Portugalska Formuła Renault 2.0                | 2008                 | Michelin | |
| Europa    | Estonia                                | Estońska Formuła Renault 2.0                   | 2008                 | Michelin | |
| Europa    | Francja                                | Francuska Formuła Renault                      | 1971–1972, 1975-2007 | Michelin | Oficjalne nazwy: Championnat de France Formula Renault 2.0, Critérium de Formule Renault, Championnat de Formule Renault Nationale, Championnat de France Formule Renault, Championnat de France Formule Renault Turbo, Championnat de France Formule Renault, Championnat de France Formule Renault 2000 Zastąpiona przez Zachodnioeuropejski Puchar Formuły Renault 2.0 |
| Europa    | Dania · Szwecja · Norwegia · Finlandia | Nordycka Formuła Renault 2.0                   | 2002–2006            | Michelin | Dawniej: Skandynawska Formuła Renault 2000 |
| Europa    | Niemcy                                 | Niemiecka Formuła Renault 2.0                  | 1991–1995, 2001–2005 | Michelin | Zastąpiona przez Północnoeuropejski Puchar Formuły Renault 2.0 |
| Europa    | Holandia                               | Holenderska Formuła Renault 2.0                | 1991–1995, 2003–2005 | Michelin | Zastąpiona przez Północnoeuropejski Puchar Formuły Renault 2.0 |
| Europa    | Hiszpania                              | Hiszpańska Formuła Renault                     | 1991–1997            | Michelin | Oficjalna nazwa: Campeonato de España de Fórmula Renault Zastąpiona przez World Series by Nissan |
| Europa    | Europa                                 | Europejskie Mistrzostwa Formuły Renault        | 1975–1977            | Michelin | Zastąpiona przez Francuską Formułę Renault |
| Europa    | Europa                                 | Challenge Européen Formuła Renault             | 1972–1974            | Michelin | Zastąpiona przez Europejskie Mistrzostwa Formuły Renault |
| Azja      | ChRL · Malezja                         | Azjatycka Formuła Renault Challenge            | od 2002              | Kumho    | |
| Ameryka   | Argentyna                              | Argentyńska Formuła Renault                    | od 1980              | Pirelli  | |
| Ameryka   | Stany Zjednoczone                      | Formuła TR 2000 Pro Series                     | 2004–2007            | Yokohama | Następca Pro Mistrzostw Ameryki Północnej Fran Am 2000 |
| Ameryka   | Meksyk · Kolumbia                      | Amerykańska Formuła Renault 2000               | 2005–2007            | Michelin | Następca Meksykańskiej Formuła Renault |
| Ameryka   | Brazylia                               | Brazylijska Formuła Renault 2.0                | 2002–2006            | Pirelli  | |
| Ameryka   | Meksyk                                 | Meksykańska Formuła Renault                    | 2002–2005            | Michelin | Poprzednik Amerykańskiej Formuła Renault 2000 |
| Ameryka   | Stany Zjednoczone · Kanada             | Pro Mistrzostwa Ameryki Północnej Fran Am 2000 | 2002–2003            | Michelin | Poprzednik Formuły TR 2000 Pro Series |